# Chrysiridia
Chrysiridia és un gènere de lepidòpters ditrisis de la família dels urànids (Uraniidae). Es troben a Àfrica, Santa Helena i Madagascar. Malgrat ser una arna tenen activitat diürna i presenten coloracions iridescents fruit d'efectes òptics.

## Espècies[1]
- Chrysiridia croesus (Gerstaecker, 1871) – Papallona crepuscular africana (Tanzània)
- Chrysiridia prometheus (Drapiez, 1819) – (Santa Helena)
- Chrysiridia rhipheus (Drury, 1773) – Papallona crepuscular de Madagascar (Madagascar)